# 佐野川リョウ
佐野川 リョウ（さのがわ リョウ、本名：佐野川 怜、1993年4月23日 - ）は、神奈川県藤沢市出身の元プロ野球選手（投手）。右投右打。
フルタイム・ナックルボーラーとして海外野球リーグを渡り歩いたのち、2019年からはオリックス・バファローズのデータ分析部門に在籍していた。

## 経歴

### 学生時代
兄の影響で幼少期より野球を始め、小学生時代は村岡フェニックスに所属。中学生時代に所属した中本牧リトルシニアでは投手を希望したものの、チームメイトのレベルの高さや自身の体格の小ささから内野手としてプレーすることになる。そんな折、フルタイム・ナックルボーラーのティム・ウェイクフィールドの投球映像を見たことで、野手をやりながらもナックルボールの習得を独学で目指す。古武術の道場に通って同じく無回転で投げる棒手裏剣も練習に取り入れるなどし、約3年の歳月をかけて実戦で投げられるまでになった。
進学した慶應義塾高等学校で硬式野球部に入部し、試合でナックルボールを投げていたが、指導法が合わず、登板機会を求めて途中退部。2010年よりクラブチームのWIEN BASEBALL CLUBに参加し、社会人選手相手に腕を磨く。慶應義塾大学湘南藤沢キャンパス（SFC）に入学後も大学の野球部には属さず、引き続きWIENでプレー。大学では環境情報学部でスポーツ工学を専攻。卒業論文ではナックルボールをテーマに選び、仰木裕嗣准教授のもとで自らの投球を特殊なカメラで撮影し、指先や腕の動きを科学的に研究。国内外の学会での論文を発表する。
2015年の都市対抗野球西関東2次予選でJX-ENEOS相手にも登板するなどして自信をつけ、更に前述の仰木准教授を通じて知り合った元メジャーリーガーの長谷川滋利からも「メジャーのナックルボーラーと比べても遜色ない球」と評されたことからアメリカでのプレーを目指すようになる。

### 海外リーグ挑戦
アルバイトでためた資金で2016年1月に渡米し、アリゾナウインターリーグ・トライアウト2016に参加。7試合（先発4試合）に登板して、1勝もあげられずに4敗を喫するも徐々に調子を上げ、防御率は2.25を記録した。
ウインターリーグでの実績をもって、米独立リーグのエンパイアリーグに属するニューハンプシャー・ワイルドと契約を結んだ。5試合（先発2試合）に登板し、3勝1敗、防御率4.58を記録。5試合目の登板で4回2/3を投げて11失点（自責7）を喫するまでは、防御率1点台をキープしていた。チームとの契約直前には、BS11『中畑清 熱血!スポーツ応援団』にてアメリカ野球挑戦の様子が取り上げられた。同番組にはオフにも再度出演し、タレントの稲村亜美との対決企画が組まれた。
2016年12月より台湾に渡り、現地のトライアウトに参加。2017年はフランス野球リーグでプレーすることとなった。4月23日の試合で被安打3、2失点（自責点0）の完投勝利をあげたことから、その週の週間MVPに選出。7月14日・15日のオールスターゲームの出場選手にも選出され、2試合目に登板し、2回を投げて被安打1、無失点で勝利投手になっている。シーズンを通して14試合（全て先発）に登板し、3勝9敗、防御率3.45の成績だった。
2018年は再度渡米。2月にはフルタイム・ナックルボーラーのフィル・ニークロによるナックルボールクリニックで2日間の指導を受けた。この年はエンパイアリーグのトライアウトを経て、6月よりプエルトリコ・アイランダーズでプレー。前年まで千葉ロッテマリーンズに所属していた菅原祥太とチームメイトになった。11試合（先発10試合）に登板し、5勝2敗、防御率3.27の成績を残し、先発投手陣の一人としてリーグ優勝に貢献した。
上記の他、時期は不明だが、リトアニアでも飛び込みで野球をプレーしたことがあると後年語っており、参加したチームはドビーダス・ネバラスカスの父親が運営しているチームだったという。

### 海外リーグ退団後
2018年11月13日より日本人向けのナックルボーラー情報サイト「ナックルボール研究所」を開設。
2018年シーズン終了後はフランスに戻ってトレーニングを再開している時期もあったが、選手としては一区切りつけることとなり、2019年からはオリックス・バファローズのデータ分析部門に在籍し、アナリストを務める。2024年2月に自身のXにてオリックス退団を報告した。

## 選手としての特徴・人物
球速105km/h程度のナックルボールのみを投げるフルタイム・ナックルボーラー。佐野川がナックルボールを練習し始めた際に参考した入門書では、人差し指、中指、薬指の3本を折り曲げる握り方のみ紹介されていたが、佐野川は人差し指と中指の2本だけを曲げる握り方に独学で辿り着いている。オーバースローではなく、やや横手から投球する。
ナックルボールについて佐野川は「自分は科学が好きなので、流体力学の観点から見た面白さを感じながら投げられる点も魅力」と語る。海外リーグ選手としての現役時代もたびたび大学の発表の手伝いを行っていた。
かつて広島東洋カープのテストを受け、「君の球は凄いけどナックルは前例がないからだめ」「日本はストレート中心じゃないといけない」と言われたことで、日本でプレーを目指さず、海外リーグでのプレーを目指すようになったという。
父はイラストレーターの佐野川暢。リョウについて「大学を出て就職しないで親としてどうですか？と聞かれたことがあるけれど、やりたいことをやってくれた方がいい」と話している。

## 詳細情報

### 背番号
- 45 （2016年）
- 16 （2018年）